# Steen Rasmussen (fysiker)
 For alternative betydninger, se Steen Rasmussen (flertydig). (Se også artikler, som begynder med Steen Rasmussen)
Steen Rasmussen (7. juli 1955) er en dansk fysiker med speciale i kunstigt liv og komplekse systemer. Rasmussen har en professor-grad i fysik og er i øjeblikket tilknyttet Syddansk Universitet i Odense, hvor han fungerer som centerleder, ligesom han ved siden af er ekstern forskningsprofessor på Santa Fe Institute i USA. Han uddannede sig oprindeligt på Danmarks Tekniske Universitet (med en ph.d. i komplekse systemer) og på Københavns Universitet. Fra 1988-2007 fungerede han som forsker på Los Alamos National Laboratory, herunder som leder af det såkaldte Self-Organized Systems Team og har desuden været tilknyttet Santa Fe siden 1988.

## Forskning
Steen Rasmussens primære forskningsområde, har siden 2001 været at udforske, forstå og skabe overgangen mellem ikke-levende og levende materiale. At bygge bro mellem de to typer materiale, kræver tværfaglighed, hvilket Steen Rasmussen har opnået gennem indsamling, sponsorering og fokusgrupper i såvel USA som Europa og Danmark. Siden 2007 har han været leder af Center for Fundamental Living Technology på SDU. I 2018 modtog Rasmussen en Lifetime Achievement Award fra International Society of Artificial Life (ISAL).